# ネットロック
ネットロック株式会社は、東京都港区に本社を置く物流企業である。

## 本社・営業所
- 本社 - 東京都港区三田
- 本店 - 宮城県仙台市
- 東扇島営業所 - 神奈川県川崎市川崎区

## 沿革
- 1998年 宮城県仙台市にて物流共同仕入会、ネットロック株式会社を創業。運送取次業免許取得。
- 1999年 東京営業所を開設。
- 2000年 東京都にてネットワークロジスティクス株式会社を設立。
- 2000年 ネットワークロジスティクス株式会社と合併し、現ネットロック株式会社を設立（7月11日）。
- 2001年 第一種利用運送業免許取得（東自貨第597号）。
- 2002年 一般労働者派遣事業許可証取得（般04-300065）。
- 2004年 東京営業所を東京都港区高輪へ移転。
- 2005年 甲府（菓子・食品）物流センターを立上げ。
- 2006年 川崎物流センターを「東扇島営業所」として開設。
- 2007年 タイにおいて、現地法人ネットロックタイランドを設立。
- 2008年 酒類通信販売免許取得。
- 2009年 極麦 -KIWAMUGI-（第三のビール）の販売を開始。
- 2011年 ネットロックタイランドから東洋ビジネスサービス（1977年～）へ社名変更。
- 2012年 東京営業部（東京都港区高輪事務所）を本社へ名称変更。
- 2014年 洋酒卸売業免許取得。
- 2014年 極麦 プレミアムの販売を開始。
- 2016年 関西流通加工センター（大阪府東大阪市）を立上げ。
- 2017年 本社を東京都千代田区東神田へ移転（11月1日）
- 2020年 ネットロックグループホールディングス株式会社より分割設立
- 2023年 東京都港区三田へ移転（3月20日）

## 関連会社
- 東洋ビジネスサービス株式会社